# Strathpeffer
Strathpeffer (gaélique écossais: Srath Pheofhair) est un village et une ville thermale d'Écosse dans la région de lieutenance de Ross and Cromarty dans les Highlands.